# Sletta
Sletta är en tätort i Østre Totens kommun i Innlandet fylke i sydöstra Norge. Orten ligger vid fylkesväg 2360, nordväst om kommunens centralort Lena.